# HD 75898
HD 75898, eller Stribor, är en ensam stjärna belägen i den södra delen av stjärnbilden Lodjuret. Den har en skenbar magnitud av ca 8,03 och är kräver åtminstone en stark handkikare eller ett mindre teleskop för att kunna observeras. Baserat på parallax enligt Gaia Data Release 2 på ca 12,8 mas, beräknas den befinna sig på ett avstånd på ca 255 ljusår (ca 78 parsek) från solen. Den rör sig bort från solen med en heliocentrisk radialhastighet på ca 22 km/s.

## Nomenklatur
HD 75898 och dess planet HD 75898 b fick, på förslag av Kroatien, namnen Stribor respektive Veles i NameExoWorlds-kampanjen som 2019 anordnades av International Astronomical Union. Namnet Stribor gavs efter de goda vindarna och Veles efter en gudomlighet av jorden, vattnet och underjorden i den slaviska mytologin.

## Egenskaper
HD 75898 är en gul till vit stjärna i huvudserien av spektralklass F8 V och en metallrik stjärna, med 186 procent av solens överskott av järn. Den har en massa som är ca 1,3 solmassor, en radie som är ca 1,6 solradier och har ca 2,9 gånger solens utstrålning av energi från dess fotosfär vid en effektiv temperatur av ca 6 000 K.

## Planetsystem
År  2007 upptäckte teamet California and Carnegie Planet Search en exoplanet som kretsar kring HD 75898. Planeten HD 75898 b upptäcktes med hjälp av metoden för mätning av radiell hastighet. Vid den tidpunkten tycktes systemets masscentrum accelerera, vilket tyder på närvaro av en tredje, mer avlägsen himlakropp av åtminstone Jupiters storlek. Senare visade ytterligare observationer dock att den uppfångade signalen sannolikt är ett resultat av långvarig magnetisk aktivitet på moderstjärnan.
| Planet               | Massa           | Halv storaxel (AE) | Siderisk omloppstid (d) | Excentricitet | Inklination | Radie |
| -------------------- | --------------- | ------------------ | ----------------------- | ------------- | ----------- | ----- |
| b (Veles) obekräftad | ≥2,71 ± 0,36 MJ | 1,191± 0,073       | 422,9 ± 0,29            | 0,11 ± 0,01   | -           | -     |